# Rangers Football Club
Rangers Football Club es un club de fútbol de la ciudad de Glasgow, Escocia, que juega en la Scottish Premiership, máxima división del sistema de ligas de fútbol de Escocia a partir de la temporada 2016-17, la cual marcó su retorno a la élite del fútbol escocés luego de caer en bancarrota por problemas financieros. Su estadio, el Ibrox Stadium, se ubica en la zona sudoeste de la ciudad. El club es conocido por sus hinchas como los Gers, Teddy Bears, Blues (o Light Blues) y sus hinchas como los bluenoses ("puritanos"). A menudo el nombre del equipo era referido como Glasgow Rangers, aunque la palabra Glasgow no formaba parte del primer nombre oficial del club.
Rangers ha ganado el título de liga 55 veces, la Copa de Escocia 34 veces y 28 veces la Copa de la Liga de Escocia, y consiguiendo el "Triplete nacional" ganando las 3 competiciones en una misma temporada siete veces. Rangers fue el primer equipo británico en llegar a una final de un torneo organizado por la UEFA, además de ganar la Recopa de Europa de la UEFA en 1972 tras ser subcampeón en 1961 y 1967. Además, fue subcampeón de la Copa de la UEFA en la temporada 2007-08 en la que el equipo fue acompañado por 200.000 seguidores en la final y volvería a ser subcampeón en la misma competición en 2021-22. Rangers se enfrenta en una feroz rivalidad con sus vecinos del Celtic FC, con quienes disputa el clásico escocés o la célebre Old Firm.
Fundado en 1872, Rangers es uno de los diez miembros originales de la liga escocesa de fútbol y se mantuvo en la primera categoría del fútbol escocés hasta 2012, cuando, debido a problemas económicos el club fue liquidado y por ende dejó de competir en su liga, siendo renombrado como The Rangers Football Club y comprado al unísono. Al pedir su inclusión en la primera y luego en la segunda categoría fue rechazado, por lo que debió empezar compitiendo en la cuarta categoría. En el ascenso, gracias a sus buenas campañas deportivas, ascendió tres categorías en cuatro temporadas.
Finalmente el 4 de abril del 2016, vuelven a la Premier League, máxima división del fútbol escocés después de una brillante temporada en la SFL First Division. Y a su vez, regresa la encarnizada rivalidad del Old Firm con sus eternos vecinos del Celtic FC.

## Historia
El club fue fundado en marzo de 1872 por los hermanos Moses McNeil y Peter McNeil, Peter Campbell, y William McBeath en West End Park (ahora Kelvingrove Park). Los fundadores decidieron llamarlo Rangers por el nombre de un club de rugby inglés. Según algunos, sin embargo, la fecha real de la fundación de Rangers fue 1873, año en que se produjo la primera reunión anual del club y los primeros miembros fueron elegidos. El primer partido del equipo recién formado se jugó contra Callander Football Club y terminó 0-5.
William Waddell, exjugador que se había hecho un nombre tanto en el periodismo y como por haber ganado la First Division en 1965 con el Kilmarnock F.C. por única vez en su historia, fue nombrado entrenador el 8 de diciembre del mismo año.
En 1972 Waddell fue el encargado de darle al Rangers su primer, y hasta la fecha único título europeo, cuando derrotase al Dynamo Moscú en un encarnizado partido 3-2 en la final de la Recopa de Europa de la UEFA disputada en el Camp Nou de Barcelona.

### El Desastre en Ibrox

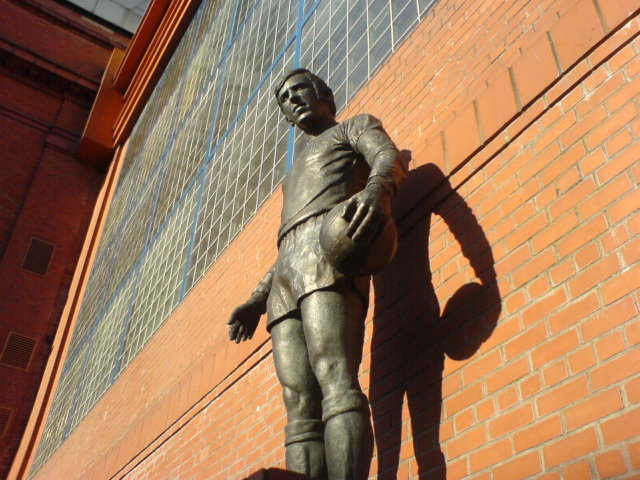
Estatua de John Greig en el Ibrox como homenaje del desastre de 1971.

En 1971 ocurrió un trágico desastre en el Ibrox Stadium durante el partido del Old Firm contra el Celtic; al finalizar el encuentro con remontada de los puritanos por 2-1, se desplomó gran parte de la grada ocasionando una avalancha humana, dejando 66 personas muertas. Después del desastre, se organizó un partido benéfico entre ambos clubes para indemnizar los costos que dejó aquel desastre.

### Años exitosos
Durante los años siguientes, la popularidad del Rangers iba en aumento a tal punto que hasta en Latinoamérica había un gran número de simpatizantes apoyándolo. Rangers era un club muy conocido tanto en la UEFA Champions League, como en la Copa de la UEFA (hoy llamada UEFA Europa League), donde su mejor participación fue llegar a la final en el año 2008, enfrentando al Zenit de San Petersburgo de Rusia en la ciudad de Mánchester, siendo derrotados por 0-2.

### Bancarrota
A principios del año 2012 el club presentó ante un juzgado de Edimburgo su intención de nombrar un administrador, indicando así que el club se encontraba oficialmente en bancarrota después de una disputa con la administración de impuestos del Reino Unido. Además, el Rangers recibió una deducción inmediata de 10 puntos por parte de la Asociación Escocesa de Fútbol por haber entrado en administración. El 23 de abril de 2012, después de que el club no pudiera solucionar sus problemas financieros, la Asociación Escocesa castigó al Rangers prohibiéndole hacer traspasos durante doce meses y suspendió de por vida a su presidente, Craig Whyte, prohibiéndole tomar cualquier cargo en el fútbol escocés. El 13 de mayo de 2012 se acordó la venta del club al expresidente del Sheffield United, Charles Green.
Rangers terminó la temporada 2011-12 de la SPL en segundo lugar detrás del Celtic FC, pero debido a que no solucionó sus problemas financieros antes del 31 de marzo de 2012 fue inhabilitado para participar en competiciones europeas de dicha temporada. El 14 de junio de 2012 el empresario británico Charles Green compró todos los activos del club por 5,5 millones de libras, formando una nueva organización bajo el nombre de Sevco 5088 Limited.
Los problemas del Rangers hacían correr el riesgo de golpear fuertemente a la SPL en general y a los clubes más pequeños que la conforman, en particular al haber perdido los ingresos derivados de tener un club de ese tamaño. Muchos de los ingresos más importantes de la liga, como los contratos de televisión, dependían de los partidos del Old Firm. Esto hacía que se corriera el riesgo de obligar a la SPL a renegociar contratos con términos considerablemente menos favorables.

### Reformación
El club se reformó el 29 de mayo de 2012 Charles Green realizó la propuesta de comprar el Glasgow Rangers, en caso de que este fuera liquidado. Green llegó a un acuerdo con los administradores del Rangers y terminó comprando los activos del club por 5,5 millones de libras el 14 de junio de 2012. Con la transacción, todos los activos del Rangers pasaron a manos de la organización Sevco 5088 Ltd. de Charles Green, quien pretendía cambiar el nombre de la empresa a The Rangers Football Club Ltd ese mismo día. No obstante, un conflicto con el registro de empresas del Reino Unido (Companies House) evitó que esto tuviera lugar. Entre los activos más importantes que fueron adquiridos por Green se encuentran el Estadio de Ibrox y las instalaciones de entrenamiento de Murray Park, instalaciones que utiliza para su partidos de local y entrenamientos respectivamente. Charles Green anunció el 16 de julio de 2012 que acudiría a la UEFA en busca de ayuda para reducir las deudas que había asumido la empresa.
Después de varias semanas de espera, la Asociación Escocesa de Fútbol llegó a un acuerdo con Sevco 5088 Ltd. para la transferencia de la membresía del Glasgow Rangers en la asociación al The Rangers Football Club, nombre bajo el cual se conoce al club desde entonces. Entre las condiciones de la aceptación a la asociación están el eventual pago de las deudas arrastradas por el club y una sanción que prohibirá a The Rangers FC realizar transferencias de jugadores durante doce meses, efectiva a partir de la medianoche del 1 de septiembre de 2012.

### Resurgimiento
El club después de su sanción y tras su compra solicitó formalmente ingresar de forma directa nuevamente en la Premier League de Escocia el 13 de junio de 2012, siendo rechazado por los clubes de dicha liga el 4 de julio de 2012. Dada esta negativa, el club buscó la aprobación de la Liga escocesa de fútbol el 13 de julio para ingresar de forma directa en la First Division (segunda categoría). Nuevamente, los clubes afiliados votaron rechazando esta solicitud casi unánimamemnte, obligando al club a ingresar en la Cuarta División del fútbol escocés. Esta decisión se confirmó el 27 de julio de 2012 cuando se aceptó el ingreso del club en la Asociación Escocesa de Fútbol.
The Rangers jugó el 29 de julio de 2012 en la primera ronda de la Scottish Challenge Cup por primera vez, derrotando 2-1 en el tiempo extra al Brechin City. El primer gol de su historia en esta liga lo anotó el norirlandés Andrew Little. El 7 de agosto el club disputa su primer partido en Ibrox, contra el East Fife en la Copa de la Liga, ante 38.160 espectadores. El debut en liga llega el 11 de agosto, fuera de casa ante el Peterhead FC, con un empate a 2 en el último minuto. El 8 de diciembre de 2012, los Rangers habían acumulado una asistencia récord de 49.913 espectadores batiendo el récord anterior para un partido de cuarto nivel en cualquier parte del mundo. En el tercer partido de la SFL contra Stirling Albion, los Rangers ganaron 2-0. Rangers también utilizaron este partido para promover su 140 aniversario con 38 leyendas en el campo en el descanso.
En dos años, Rangers pasó de Cuarta a Segunda división. En ese lapso, perdió apenas tres partidos y nunca bajó de las 50 mil personas de promedio de asistencia, el más alto de toda Europa para ligas de ese nivel. En 2014 selló su ascenso a Segunda, invicto tras ganar 33 de los 36 partidos y marcando 106 goles contra apenas 18 recibidos. Ya en disputa del Championship en su primer año no lograría el ascenso directo y perdió los dos juegos de la promoción con Motherwell. Después de casi cuatro años luchando en diferentes categorías de ascenso, el club finalmente volvió a la máxima división del fútbol escocés tras vencer al Dumbarton FC 1-0, y con un puntaje asegurado de casi 20 puntos de diferencia contra el segundo del torneo, apenas unos días después coronaria el título de la Scottish Challenge Cup, logrando un nuevo doblete para su historia. Así regresa también el Old Firm a la máxima competición.
Luego de vencer por 3-0 a St. Mirren, Rangers FC, dirigido por la leyenda británica Steven Gerrard se coronó campeón de la Scottish Premiership con un gran nivel, logrando así su tan ansiado resurgimiento.

## Símbolos

### Escudo
Inusualmente para un club de fútbol, el Rangers tiene dos escudos oficiales diferentes. Hoy, el escudo de las iniciales original aparece en las bandas del club, mientras que el escudo del club del león rampante es utilizada por los medios de comunicación, en la mercancía del club y en los documentos oficiales del club. Ambos escudos han sufrido variaciones menores desde su introducción. Se cree que el escudo de las iniciales, que representa las letras «RFC» que se superponen, se ha utilizado desde la formación del club en 1872, aunque la pieza más antigua que queda de objetos conmemorativos que contiene este escudo es de la temporada 1881-82. El escudo de las iniciales fue reemplazado en 1959 con el escudo del club del león rampante que presentaba un león desenfrenado, un balón antiguo y el lema del club Ready, que se acortó de Aye Ready (lo que significa «siempre listo» en escocés), todo rodeado por el nombre del equipo, Rangers Football Club. El escudo del club del león rampante se modernizó en 1968; el león rampante, el nombre del equipo, el lema del club y el balón antiguo se mantuvieron. Fue nuevamente actualizado muy ligeramente a principios de la década de 1990 a la versión actual. El emblema circular moderno se usa regularmente en el marketing del club y por los medios; nunca ha figurado en la camiseta del club. En 1968, el escudo de las iniciales hizo un retorno que aparece en el pecho de la camisa del club por primera vez, mientras que el escudo modernizado del club seguía siendo el logotipo oficial del club. El escudo de las iniciales apareció por primera vez en los pantalones cortos de los equipos para el inicio de la temporada 1978-79.
La forma en que el escudo de las iniciales ha aparecido en la camisa del club ha variado ligeramente a través de los años. Entre 1990 y 1994, el 'Rangers Football Club' y el lema 'Ready' aparecieron arriba y debajo del escudo, respectivamente. Entre 1997 y 1999, apareció dentro de un escudo. Después de un final exitoso de la temporada en 2003, que le dio a los Rangers un triplete doméstico y su 50.º título de liga, se agregaron cinco estrellas a la cima de las iniciales, una por cada diez títulos ganados por el club. El equipo lució un escudo especial el 8 de diciembre de 2012 en un partido de liga en casa contra Stirling Albion, para conmemorar el 140 aniversario de su formación. «1872-2012» apareció por encima del escudo y las palabras «140 years» por debajo.

### Colores
Los colores del Rangers F.C. son azul marino, blanco y rojo. Sin embargo, durante la mayoría de los primeros cuarenta y ocho años de existencia, el club jugó con una camiseta azul lisa y sencilla. La única desviación de esto fue un período de cuatro temporadas desde 1879 cuando el equipo llevaba el tono más claro de azul y blanco en un estilo de rayas. Tradicionalmente, esto se acompaña de pantalones cortos blancos (a menudo con azul marino y/o rojo) y calcetines negros con refuerzos rojos. Los Rangers pasaron del azul más claro al azul marino en 1921, y desde entonces mantienen el mismo color de camiseta. Los calcetines negros se incluyeron por primera vez en 1883 durante cinco temporadas antes de desaparecer durante ocho años, pero se convirtieron en un accesorio más permanente desde 1896 en adelante. Cuando los barandales rojos se agregaron a los calcetines en 1904, la tira comenzó a parecerse más al uniforme casero moderno del Rangers. De vez en cuando, el uniforme de local se verá alterado por los pantalones y los calcetines, a veces reemplazando los calcetines negros con los blancos; o reemplazando los pantalones blancos y la combinación de calcetines negros con calcetines y pantalones azul marino.
El diseño básico de las rayas como visitante de los Rangers ha cambiado mucho más que en el uniforme local tradicional. La tira de cambio original de Rangers, usada entre 1876 y 1879, era toda blanca con calcetines azules y blancos y una estrella de seis puntas azul claro en el pecho. Blanco y rojo han sido los colores más comunes para los uniformes de visitante del Rangers, aunque el azul oscuro y el azul claro también han destacado. En 1994 Rangers presentó un tercer uniforme. Usualmente se usa si los uniformes de local y visitante coinciden con sus oponentes. Los colores utilizados en los terceros uniformes incluyen combinaciones de blanco, rojo, azul oscuro y azul claro, así como negro. Las rayas naranja y azul, vistos por primera vez en 1993-94, usados una vez en 2002-03 y reintroducidos en 2018-1919, han cortejado la controversia porque los colores se consideraban como referencias a la Orden de Orange.

## Uniforme
- Uniforme Titular: Camiseta azul, pantalón blanco y medias negras.
- Uniforme Suplente: Camiseta blanca, pantalón azul y medias blancas.

### Patrocinio
La siguiente tabla detalla la cronología de las marcas de las indumentarias y los patrocinadores del Rangers.
| Período   | Proveedor | Patrocinador     |
| --------- | --------- | ---------------- |
| 1978–1984 | Umbro     | Ninguno          |
| 1984–1987 | Umbro     | CR Smith         |
| 1987–1990 | Umbro     | McEwan's Lager   |
| 1990–1992 | Admiral   | McEwan's Lager   |
| 1992–1997 | Adidas    | McEwan's Lager   |
| 1997–1999 | Nike      | McEwan's Lager   |
| 1999–2002 | Nike      | NTL Broadcast    |
| 2002–2003 | Diadora   | NTL Broadcast    |
| 2003–2005 | Diadora   | Carling          |
| 2005–2013 | Umbro     | Carling          |
| 2010–2013 | Umbro     | Tennent's        |
| 2013–2014 | Puma      | Blackthorn Cider |
| 2014–2018 | Puma      | 32Red            |
| 2018–2020 | Hummel    | 32Red            |
| 2020–2023 | Castore   | 32Red            |
| 2023–2025 | Castore   | Unibet           |
| 2025–     | Umbro     | Unibet           |

## Estadio
El Ibrox Stadium está situado en la ribera sur del río Clyde en el distrito de Ibrox de la ciudad de Glasgow, Escocia. El estadio es propiedad del club desde su fundación. Tiene un aforo para 50,817 espectadores, convirtiéndolo en el tercer estadio más grande de Escocia y el décimo estadio más grande del Reino Unido por capacidad.
El estadio es célebre por hechos y sucesos trágicos causados por los hinchas, como la muerte de dos hinchas del club en 1961, causado por la caída de una barrera en la gradería 13 del estadio. Después de este incidente, el Rangers trató de incorporar más medidas de seguridad, pero se produjeron dos trágicos accidentes en 1967 y 1969. Sin embargo, el peor desastre del fútbol británico sucedió dos años después, después de un partido del Old Firm contra sus eternos vecinos del Celtic F.C. el 2 de enero de 1971. donde sesenta y seis personas murieron asfixiadas al ser aplastadas en la misma gradería 13. El partido en sí terminó empatado a 1, gracias a un gol de Colin Stein sobre el final del encuentro. Esto llevó a la creencia de que el accidente se debió a los hinchas que estaban dejando el estadio antes del final del partido, pero volvieron a entrar al escuchar el rugido del estadio que recibió el gol del Rangers. Una investigación oficial descartó esta historia. Se estableció que la multitud había estado viajando en la misma dirección cuando sucedió el accidente, y que tal vez fue precipitada por algunas personas que se agacharon para recoger objetos que habían sido desechados durante la celebración del gol. La fuerza con la que la multitud estaba dejando el estadio indicaba que cuando la gente comenzó a caerse no hubo forma de detener la estampida.
Actualmente, el estadio está superreforzado con columnas de concreto, y con césped artificial, por lo que es catalogado como uno de los mejores estadios de Europa.

## Registros

### Goleadores
| # | Jugador         | Periodo                           | Partidos | Goles |
| - | --------------- | --------------------------------- | -------- | ----- |
| 1 | Alfredo Morelos | 2017-2023                         | 275      | 128   |
| 2 | Kris Boyd *     | 2006-2010                         | 214      | 119   |
| 3 | Kenny Miller *  | 2000-2001 / 2008-2011 / 2014-2018 | 265      | 103   |
| 4 | Lee McCulloch * | 2008-2015                         | 290      | 68    |
| 4 | James Tavernier | 2015-                             | 309      | 68    |

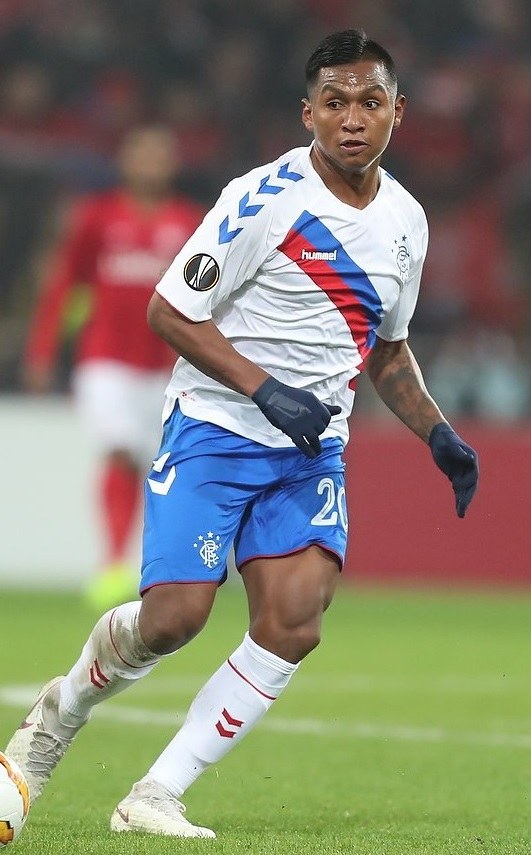
Alfredo Morelos Maximo goleador

- (En negritas) Jugadores en activo con el club.
- (*) Jugadores retirados.

### Números retirados
- 12 - Aficionados (12.º Jugador)[37]

## Entrenadores
La tabla siguiente lista los Entrenadores del club desde 1899.
| Entrenador      | Período   |
| --------------- | --------- |
| William Wilton  | 1899-1921 |
| Bill Struth     | 1921-1954 |
| Scot Symon      | 1954-1967 |
| David White     | 1967-1969 |
| William Waddell | 1969-1972 |
| Jock Wallace    | 1972-1978 |
| John Greig      | 1978-1983 |
| Jock Wallace    | 1983-1986 |
| Graeme Souness  | 1986-1991 |
| Walter Smith    | 1991-1998 |
| Dick Advocaat   | 1998-2001 |
| Alex McLeish    | 2001-2006 |
| Paul Le Guen    | 2006-2007 |
| Walter Smith    | 2007-2011 |
| Ally McCoist    | 2011-2014 |

| Entrenador               | Período   |
| ------------------------ | --------- |
| Mark Warburton           | 2015-2017 |
| Pedro Caixinha           | 2017      |
| Graeme Murty             | 2017-2018 |
| Steven Gerrard           | 2018-2021 |
| Giovanni van Bronckhorst | 2021-2022 |
| Michael Beale            | 2022-2023 |
| Philippe Clement         | 2023-2025 |
| Russell Martin           | 2025-     |

- Los períodos provisionales han sido Willie Thornton (2 juegos en 1969), Tommy McLean (4 juegos en 1983), Ian Durrant (1 juegos en 2007) et Graeme Murty (6 juegos en 2017).

## Cronología

### Participación internacional
Nota: En negrita competiciones activas.
| Competición                        | Temp. | PJ  | PG  | PE | PP  | GF  | GC  | Dif. | Puntos | Mejor posición |
| ---------------------------------- | ----- | --- | --- | -- | --- | --- | --- | ---- | ------ | -------------- |
| Liga de Campeones de la UEFA       | 31    | 163 | 62  | 40 | 61  | 234 | 222 | +12  | 164    | Semifinalista  |
| Liga Europa de la UEFA             | 21    | 140 | 63  | 43 | 34  | 208 | 137 | +71  | 169    | Subcampeón     |
| Supercopa de Europa                | 1     | 2   | 0   | 0  | 2   | 3   | 6   | -3   | 0      | Subcampeón     |
| Recopa de Europa de la UEFA        | 10    | 54  | 27  | 11 | 16  | 100 | 62  | +38  | 65     | Campeón        |
| Total                              | 63    | 359 | 152 | 94 | 113 | 545 | 427 | +118 | 398    | 1 título       |
| Actualizado al 19 de mayo de 2022. |       |     |     |    |     |     |     |      |        |                |

### Campeonatos de liga
| Temporada | Puesto |
| --------- | ------ |
| 1890-91   | 1.º    |
| 1891-92   | 5.º    |
| 1892-93   | 2.º    |
| 1893-94   | 4.º    |
| 1894-95   | 3.º    |
| 1895-96   | 2.º    |
| 1896-97   | 3.º    |
| 1897-98   | 2.º    |
| 1898-99   | 1.º    |
| 1899-00   | 1.º    |
| 1900-01   | 1.º    |
| 1901-02   | 1.º    |
| 1902-03   | 3.º    |
| 1903-04   | 3.º    |
| 1904-05   | 2.º    |
| 1905-06   | 4.º    |
| 1906-07   | 3.º    |
| 1907-08   | 3.º    |
| 1908-09   | 4.º    |
| 1909-10   | 3.º    |
| 1910-11   | 1.º    |
| 1911-12   | 1.º    |
| 1912-13   | 1.º    |
| 1913-14   | 2.º    |
| 1914-15   | 3.º    |
| 1915-16   | 2.º    |
| 1916-17   | 3.º    |
| 1917-18   | 1.º    |
| 1918-19   | 2.º    |
| 1919-20   | 1.º    |
| 1920-21   | 1.º    |
| 1921-22   | 2º     |
| 1922-23   | 1.º    |
| 1923-24   | 1.º    |
| 1924-25   | 1.º    |
| 1925-26   | 6.º    |
| 1926-27   | 1.º    |
| 1927-28   | 1.º    |
| 1928-29   | 1.º    |
| 1929-30   | 1.º    |
| 1930-31   | 1.º    |
| 1931-32   | 2.º    |
| 1932-33   | 1.º    |

| Temporada                                                                              | Puesto |
| -------------------------------------------------------------------------------------- | ------ |
| 1933-34                                                                                | 1.º    |
| 1934-35                                                                                | 1.º    |
| 1935-36                                                                                | 2.º    |
| 1936-37                                                                                | 1.º    |
| 1937-38                                                                                | 3.º    |
| 1938-39                                                                                | 1.º    |
| Los campeonatos de liga quedaron suspendidos por la Segunda Guerra Mundial (1939-1945) |        |
| 1946-47                                                                                | 1.º    |
| 1947-48                                                                                | 2.º    |
| 1948-49                                                                                | 1.º    |
| 1949-50                                                                                | 1.º    |
| 1950-51                                                                                | 2.º    |
| 1951-52                                                                                | 2.º    |
| 1952-53                                                                                | 1.º    |
| 1953-54                                                                                | 4.º    |
| 1954-55                                                                                | 3.º    |
| 1955-56                                                                                | 1.º    |
| 1956-57                                                                                | 1.º    |
| 1957-58                                                                                | 2.º    |
| 1958-59                                                                                | 1.º    |
| 1959-60                                                                                | 3.º    |
| 1960-61                                                                                | 1.º    |
| 1961-62                                                                                | 2.º    |
| 1962-63                                                                                | 1.º    |
| 1963-64                                                                                | 1.º    |
| 1964-65                                                                                | 5.º    |
| 1965-66                                                                                | 2.º    |
| 1966-67                                                                                | 2.º    |
| 1967-68                                                                                | 2.º    |
| 1968-69                                                                                | 2.º    |
| 1969-70                                                                                | 2.º    |
| 1970-71                                                                                | 4.º    |
| 1971-72                                                                                | 3.º    |
| 1972-73                                                                                | 2.º    |
| 1973-74                                                                                | 3.º    |
| 1974-75                                                                                | 1.º    |
| 1975-76                                                                                | 1.º    |
| 1976-77                                                                                | 2.º    |
| 1977-78                                                                                | 1.º    |

| Temporada                          | Puesto |
| ---------------------------------- | ------ |
| 1978-79                            | 2.º    |
| 1979-80                            | 5.º    |
| 1980-81                            | 3.º    |
| 1981-82                            | 3.º    |
| 1982-83                            | 4.º    |
| 1983-84                            | 4.º    |
| 1984-85                            | 4.º    |
| 1985-86                            | 5.º    |
| 1986-87                            | 1.º    |
| 1987-88                            | 3.º    |
| 1988-89                            | 1.º    |
| 1989-90                            | 1.º    |
| 1990-91                            | 1.º    |
| 1991-92                            | 1.º    |
| 1992-93                            | 1.º    |
| 1993-94                            | 1.º    |
| 1994-95                            | 1.º    |
| 1995-96                            | 1.º    |
| 1996-97                            | 1.º    |
| 1997-98                            | 2.º    |
| 1998-99                            | 1.º    |
| 1999-00                            | 1.º    |
| 2000-01                            | 2.º    |
| 2001-02                            | 2.º    |
| 2002-03                            | 1.º    |
| 2003-04                            | 2.º    |
| 2004-05                            | 1.º    |
| 2005-06                            | 3.º    |
| 2006-07                            | 2.º    |
| 2007-08                            | 2.º    |
| 2008-09                            | 1.º    |
| 2009-10                            | 1.º    |
| 2010-11                            | 1.º    |
| 2011-12                            | 2.º    |
| 2012-13 Cuarta División de Escocia | 1.º    |
| 2013-14 Scottish League One        | 1.º    |
| 2014-15 Scottish Championship      | 3.º    |
| 2015-16 Scottish Championship      | 1.º    |
| 2016-17                            | 3.º    |
| 2017-18                            | 3.º    |

| Temporada | Puesto |
| --------- | ------ |
| 2018-19   | 2.º    |
| 2019-20   | 2.º    |
| 2020-21   | 1.º    |

- Como bien está mencionado arriba, el Rangers tras quebrar y reformarse, se vio obligado a ingresar en la Cuarta División del fútbol escocés.

## Palmarés

#### Torneos nacionales
Nota: en negrita competiciones vigentes en la actualidad.
| Competición nacional              | Títulos | Subcampeonatos |
| --------------------------------- | --- | --- |
| Liga de Escocia (55/34)           | 1890-91, 1898-99, 1899-00, 1900-01, 1901-02, 1910-11, 1911-12, 1912-13, 1917-18, 1919-20, 1920-21, 1922-23, 1923-24, 1924-25, 1926-27, 1927-28, 1928-29, 1929-30, 1930-31, 1932-33, 1933-34, 1934-35, 1936-37, 1938-39, 1946-47, 1948-49, 1949-50, 1952-53, 1955-56, 1956-57, 1958-59, 1960-61, 1962-63, 1963-64, 1974-75, 1975-76, 1977-78, 1986-87, 1988-89, 1989-90, 1990-91, 1991-92, 1992-93, 1993-94, 1994-95, 1995-96, 1996-97, 1998-99, 1999-2000, 2002-03, 2004-05, 2008-09, 2009-10, 2010-11, 2020-21. (Récord) | 1892-93, 1895-96, 1897-98, 1904-05, 1913-14, 1915-16, 1918-19, 1921-22, 1931-32, 1935-36, 1947-48, 1950-51, 1951-52, 1957-58, 1961-62, 1965-66, 1966-67, 1967-68, 1968-69, 1969-70, 1972-73, 1976-77, 1978-79, 1997-98, 2000-01, 2001-02, 2003-04, 2006-07, 2007-08, 2011-12, 2018-19, 2019-20, 2021-22, 2022-23. (Récord compartido) |
| Copa de Escocia (34/18)           | 1893-94, 1896-97, 1897-98, 1902-03, 1927-28, 1929-30, 1931-32, 1933-34, 1934-35, 1935-36, 1947-48, 1948-49, 1949-50, 1952-53, 1959-60, 1961-62, 1962-63, 1963-64, 1965-66, 1972-73, 1975-76, 1977-78, 1978-79, 1980-81, 1991-92, 1992-93, 1995-96, 1998-99, 1999-2000, 2001-02, 2002-03, 2007-08, 2008-09, 2021-22. | 1876-77, 1878-79, 1898-99, 1903-04, 1904-05, 1920-21, 1921-22, 1928-29, 1968-69, 1970-71, 1976-77, 1979-80, 1981-82, 1982-83, 1988-89, 1993-94, 1997-98, 2015-16. |
| Copa de la Liga de Escocia (28/9) | 1946-47, 1948-49, 1960-61, 1961-62, 1963-64, 1964-65, 1970-71, 1975-76, 1977-78, 1978-79, 1981-82, 1983-84, 1984-85, 1986-87, 1987-88, 1988-89, 1990-91, 1992-93, 1993-94, 1996-97, 1998-99, 2001-02, 2002-03, 2004-05, 2007-08, 2009-10, 2010-11, 2023-24. (Récord) | 1951-52, 1957-58, 1965-66, 1966-67, 1982-83, 1989-90, 2008-09, 2019-20, 2022-23. |
|                                   | | |
| Segunda División de Escocia (1/0) | 2015-16. | |
| Tercera División de Escocia (1/0) | 2013-14. | |
| Cuarta División de Escocia (1/0)  | 2012-13. | |
| Scottish Challenge Cup (1/0)      | 2015-16. | |

#### Torneos internacionales
| Competición internacional | Títulos  | Subcampeonatos    |
| ------------------------- | -------- | ----------------- |
| Recopa de Europa (1/2)    | 1971-72. | 1960-61, 1966-67. |
| Liga Europa (0/2)         |          | 2007-08, 2021-22. |

## Afición
Rangers son uno de los clubs mejor apoyados en Europa, con la figura para la estación 2013-14 que es el 25.º jugar más grande asistencia en Europa. El sitio web del club cuenta con más de 150 clubes de fanes en Gran Bretaña e Irlanda del Norte, con 95 clubes en más de 20 países en todo el mundo. Uno de los clubes de fútbol más populares de Hong Kong, Hong Kong Rangers F.C ha sido creado por un fan de expatriados.
Los aficionados de los Rangers contribuyeron a varios récords de grandes asistencias, incluyendo la mayor asistencia a casa para un partido de liga, 118.567 el 2 de enero de 1939. Rangers registró más asistencia contra Hibernian el 27 de marzo de 1948 en la semifinal de la Copa de Escocia en Hampden Park. Rangers derrotaron a Hibernian por 1-0 ante una multitud de 143.570.
En 2008, hasta 200.000 aficionados Rangers, muchos sin boletos de partido, viajaron a Mánchester para la final de la Copa de la UEFA. Aunque la mayoría de los aficionados se comportan impecablemente, los aficionados de Rangers han estado involucrados en serios problemas y disturbios. Una minoría de aficionados se maravillaron en el centro de la ciudad, violentamente chocaron con la policía y dañaron la propiedad, lo que resultó en la detención de 42 personas por diversos delitos.

### Protestantismo unionista

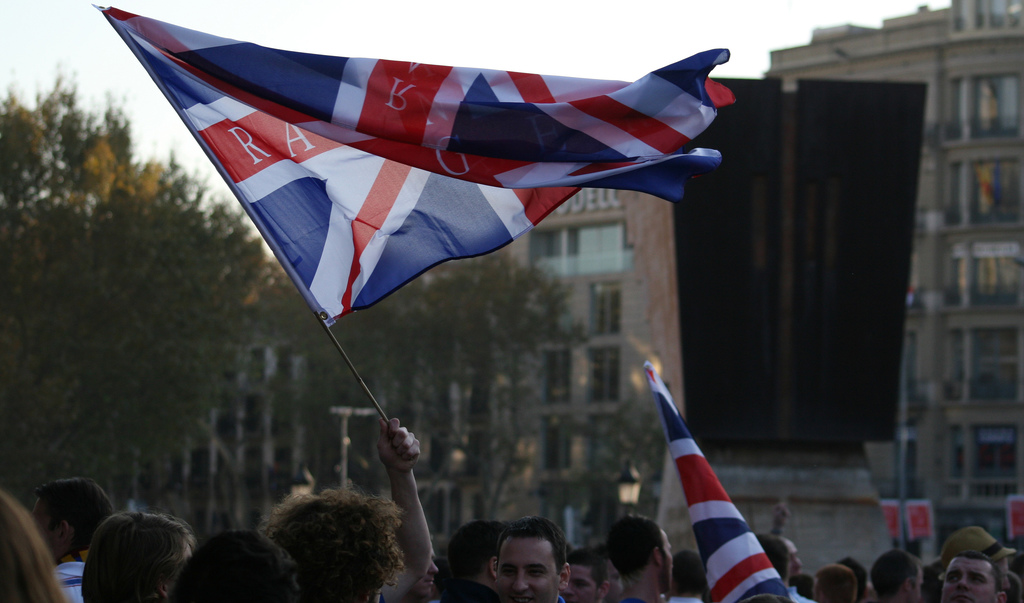
Hinchas del Rangers portando la bandera unionista, y esto se evidencia en el Old Firm.

Durante el siglo XIX, muchos inmigrantes llegaron a Glasgow desde Irlanda y este fue un momento de considerable sentimiento anticatólico y antiirlandés en Escocia. El éxito temprano de Celtic, un club asociado con la comunidad irlandesa y católica, se ha descrito como afilando la identidad unionista protestante de los guardabosques, contribuyendo a la eventual ausencia de jugadores abiertamente católicos del equipo. Desde principios del siglo XX en adelante, los católicos no fueron firmados a sabiendas por el club, ni empleados en otros papeles prominentes como una "regla no escrita".
En 1989, los Rangers firmaron a Maurice "Mo" Johnston, "su primera firma importante del católico romano". Johnston fue el católico de más alto nivel en firmar para el club desde la era de la Primera Guerra Mundial, aunque otros católicos habían firmado para Rangers antes. Desde la firma de Johnston, una afluencia de futbolistas extranjeros ha contribuido a que los jugadores católicos se conviertan en un lugar común en Rangers. En 1999, Lorenzo Amoruso se convirtió en el primer capitán católico del club.

## Rivalidades
La rivalidad más clara del club es con los vecinos de Glasgow, el Celtic F. C.; los dos clubes se conocen colectivamente como Old Firm. El apoyo tradicional de los Rangers proviene en gran medida de la comunidad unionista protestante, mientras que el apoyo tradicional de Celtic proviene en gran parte de la comunidad católica. El primer partido de Old Firm fue ganado por Celtic y se han jugado más de cuatrocientos partidos hasta la fecha. La rivalidad de Old Firm ha alimentado muchos ataques, a veces con resultado de muertes, en los días del derbi de Old Firm; Un grupo activista que monitorea la actividad sectaria en Glasgow ha informado que los fines de semana de Old Firm, las admisiones a las salas de emergencia de los hospitales han aumentado por encima de los niveles normales y el periodista Franklin Foer señaló que en el período de 1996 a 2003, ocho muertes en Glasgow estaban directamente relacionadas con partidos del Old Firm, así como cientos de agresiones.
La amarga rivalidad con Aberdeen se desarrolló a raíz de un incidente en la final de la Copa de la Liga de 1979 cuando Derek Johnstone de los Rangers provocó la furia de la afición de los Dons con lo que ellos creían que fue un clavado descarado, pero que resultó en la destitución de Doug Rougvie de Aberdeen y una victoria de los Rangers. Luego, la temporada siguiente, John McMaster de Aberdeen tuvo que recibir el beso de la vida en Ibrox después de una brutal patada en su garganta. Las relaciones entre los aficionados se agriaron aún más durante un partido de liga el 8 de octubre de 1988, cuando el tackle del jugador de Aberdeen Neil Simpson sobre Ian Durrant de los Rangers resultó en que Durrant se lesionara durante dos años. El resentimiento continuó y en 1998 un artículo en el programa de partidos de los Rangers calificó a los fanáticos de Aberdeen como "escoria", aunque los Rangers luego emitieron una "disculpa completa y sin reservas" a Aberdeen y sus partidarios, que fue aceptada por Aberdeen.
El relevo de Rangers en la tercera división en la temporada 2012-13 condujo a la rivalidad original del club con Queen's Parke que se renueva por primera vez desde 1958 en la liga. Rangers y Queen's Park jugaron por primera vez en marzo de 1879, unos nueve años antes del comienzo de la rivalidad Old Firm. Los partidos con Queen's Park se anunciaban el "Derby de Glasgow Original" por los Rangers y los medios escoceses; Y como el "Derby más viejo en el mundo" por el Queen's Park.